# Belverne
Belverne é uma comuna francesa na região administrativa de Borgonha-Franco-Condado, no departamento de Alto Sona. Estende-se por uma área de 6,15 km². Em 2010 a comuna tinha 150 habitantes (densidade: 24,4 hab./km²).